# 筒井心一
筒井心一（つつい しんいち、1988年6月26日 - ）は日本の男性ファッションモデル。Twin Planet所属。

## 来歴
高校生の時に雑誌に掲載された事がきっかけで、読者モデルとしてデビュー。現在、男性ファッション雑誌『Men's egg』の読者モデルとして活動中。

## 人物
モデルの小森純と交際していたが2009年6月22日付けの公式ブログで、破局を発表。

## 出演

### 雑誌
- Men's egg（大洋図書）読者モデル

### イベント
- 渋谷ガールズコレクション

### ミュージックビデオ
- Lil'B「キミが好きで」

## 作品

### 書籍
- 病み本 10代編（ポプラ社、2009年7月15日）ISBN 978-4591110638